# Södö, Iniö
Södö är en ö i Finland. Den ligger i Skärgårdshavet och i kommunen Pargas i den ekonomiska regionen  Åboland i landskapet Egentliga Finland, i den sydvästra delen av landet. Ön ligger omkring 48 kilometer väster om Åbo och omkring 200 kilometer väster om Helsingfors.
Öns area är 38 hektar och dess största längd är 1,2 kilometer i öst-västlig riktning. Ön höjer sig omkring 30 meter över havsytan.